# Floure
Floure – miejscowość i gmina we Francji, w regionie Oksytania, w departamencie Aude. Przez gminę przepływa rzeka Aude. 
Według danych na rok 1990 gminę zamieszkiwało 255 osób, a gęstość zaludnienia wynosiła 60 osób/km² (wśród 1545 gmin Langwedocji-Roussillon Floure plasuje się na 661. miejscu pod względem liczby ludności, natomiast pod względem powierzchni na miejscu 1045.).